# 戀愛倒數1小時
《戀愛倒數1小時》（韓語：60분 소개팅: 30분마다 뉴페이스）為Disney+於2025年8月23日起上線的原創韓國綜藝節目，由池睿恩主持。池睿恩和各種類型、不同性格的男子展開限時約會（2對1相親30分鐘、1對1相親30分鐘），在時間與情感的拉鋸中，尋找自己的真命天子。